# Anvelopă de iarnă

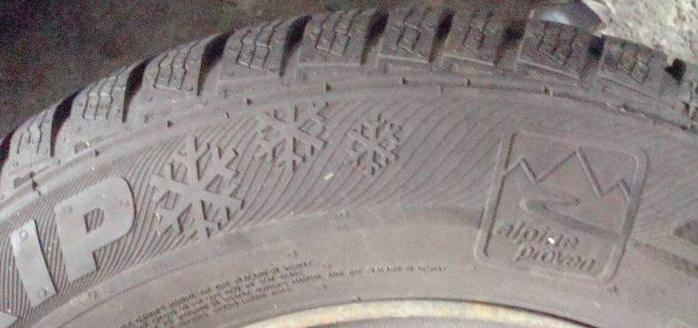
Detaliu

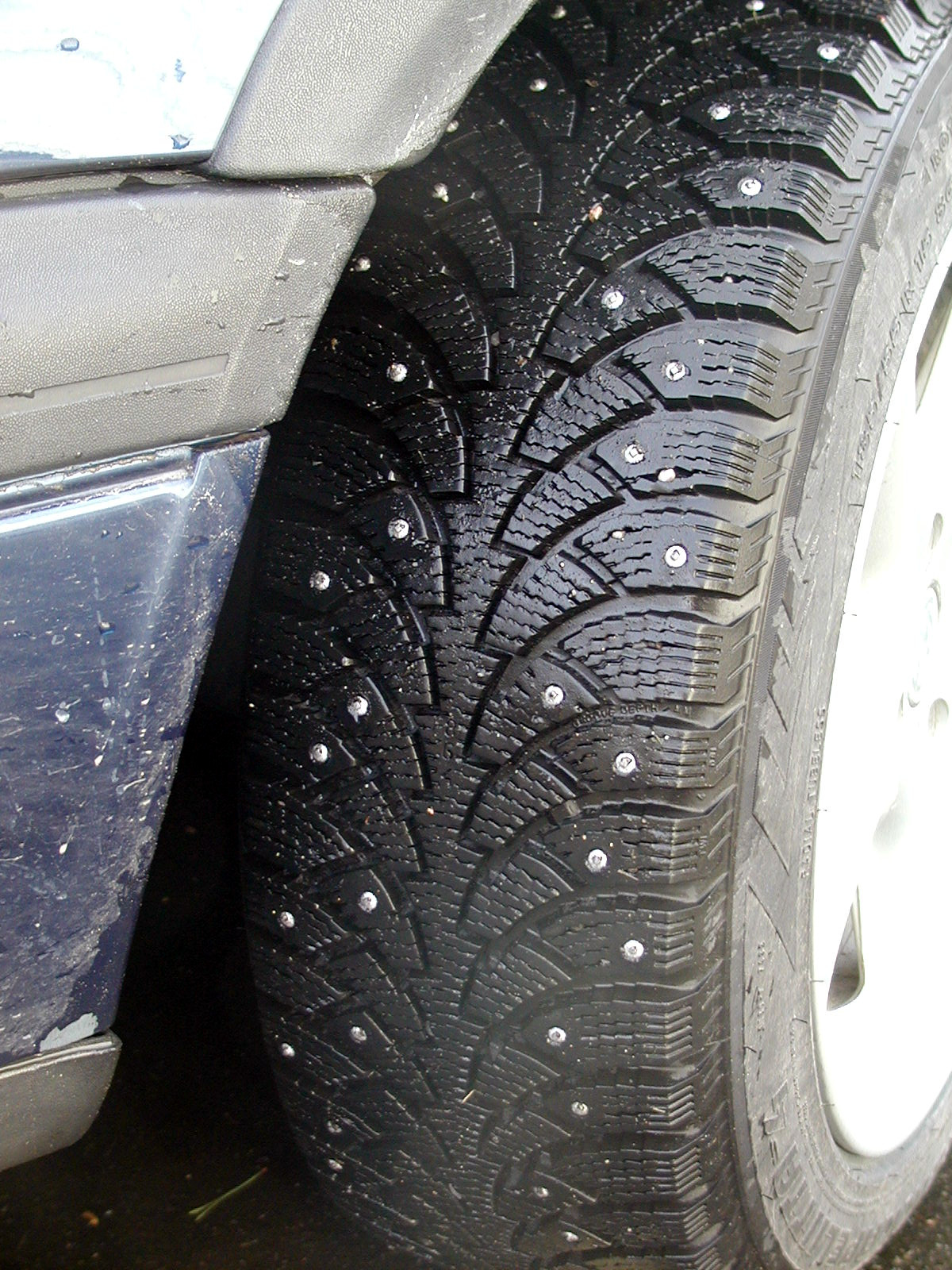
Anvelopă cu crampoane

Un simbol al anvelopelor de zăpadă

Anvelopa de iarnă (sau anvelopa de zăpadă) este o anvelopă destinată pentru a fi utilizată în condiții de iarnă, cum ar fi (prezență de) zăpada și gheața. Este o alternativă la utilizarea lanțurilor de zăpadă, care totuși uneori sunt indispensabile pentru condiții grele de teren și climat.

## Istorie
În 1934, în Nokia, Finlanda, Nokian Tyres a inventat prima anvelopă de iarnă din lume, Nokia Kelirengas.
Aceasta era o anvelopă pentru camioane. În 1936 apare prima anvelopă de iarnă din lume proiectată special pentru automobile, Hakkapeliitta.

## Detalii tehnice
Anvelopele de iarnă sunt de obicei anvelope din cauciuc cu o compoziție diferită față de anvelopele pentru toate sezoanele. Anvelopele de vreme rece conțin un procent mai mare de cauciuc natural și dioxid de siliciu care evită întărirea cauciucului sintetic în condiții de frig, acest lucru le oferă o tracțiune mai bună la temperaturi mai mici. Anvelopele de iarnă au mai multe zone cu mici-benzi pe profilul căii de rulare, ceea ce duce la creșterea tracțiuni pe zăpadă și în condiții de umiditate permite apei să iasă mai ușor de sub anvelopă. Acest lucru reduce riscul de acvaplanare al automobilelor. În mare parte din Scandinavia, anvelopele de zăpadă au crampoane de metal pentru a îmbunătăți aderența pe zăpadă sau pe gheață, dar sunt interzise în majoritatea celorlalte țări, datorită pagubelor pe care le provocă suprafeței carosabile a drumurilor. Anvelopele de iarnă nu elimină derapajul pe zăpadă și gheață, dar reduce foarte mult riscul lui.

## Legislație

### Europa
În Europa, legile privind utilizarea anvelopelor de iarnă variază în funcție de țară: în Austria, Estonia, Finlanda, Germania, Norvegia, România și Suedia utilizarea anvelopelor de zăpadă este obligatorie în timpul lunilor de iarnă (de obicei din noiembrie până la mijlocul lunii aprilie) și/sau în cazul în care se găsește zăpadă sau noroi pe suprafețele rutiere: nerespectarea acestei cerințe poate duce la amenzi din partea poliției. Andorra, Elveția și Italia recomandă folosirea anvelopele de iarnă, dar nu este o cerință obligatorie. De asemenea nu există nicio obligație legală de a folosi anvelopele de iarnă în Regatul Unit.
Din iulie 2008, Republica Cehă folosește codul rutier european care prevede utilizarea în timpul iernii a anvelopelor de zăpadă în zonele montane marcate. Durata de utilizare obligatorie a fost inițial din noiembrie până în aprilie (Ordonanța 208/2008 Sb.). Mai târziu perioada obligatorie a fost schimbată: noiembrie-martie (Ord.. 91/2009 Sb. ).

## Etichetare
Anvelopă de iarnă este marcată cu eticheta M+S (mud and snow - noroi și zăpadă)

## Perioada de echipare obligatorie
Anvelopele de iarnă sunt obligatorii doar pe porțiunile de drum cu gheață, zăpadă sau polei. Așadar ele nu sunt obligatorii în perioada 1 noiembrie - 31 martie pe drumuri fără gheață, zăpadă sau polei.